# Нчама, Бонифасио
Бонифасио Нгема Эсоно Нчама (исп. Bonifacio Nguema Esono Nchama; 24 апреля 1936, Монгомо, Испанская Гвинея — 28 апреля 2015, Малабо, Экваториальная Гвинея) — государственный и политический деятель, вице-президент Экваториальной Гвинеи в 1978—1979 годах.

## Биография
После победы его партии (Monalige) на всеобщих выборах в Экваториальной Гвинее в 1968 году он занимал различные должности в режиме Франсиско Масиаса Нгемы: правительственный делегат, генеральный секретарь иностранных дел, вице-министр и министр той же отрасли.
Он также участвовал в Высшем военном совете Экваториальной Гвинеи, учреждённом после государственного переворота Теодоро Обианга в августе 1979 года. В октябре того же года Обианг наградил его медалью Большого креста Ордена Независимости и вскоре после этого был назначен послом. в Эфиопию. В 1982 году он недолгое время был мэром Монгомо. В конце концов он впал в немилость и в 1990 году уехал в изгнание, поселившись в Испании. Он был соучредителем оппозиционной партии Республиканско-демократическая сила (РДР) в 1995 году. После 25 лет изгнания он вернулся на родину 14 апреля 2015 года. Он умер через 14 дней.
Как сообщалось, утром 27 апреля 2015 года он позвонил в больницу, чтобы попросить помощи у кардиолога и спросил, могут ли они приехать к нему домой, чтобы проверить его. Около 5 утра ему стало хуже, и он был доставлен в больницу, но, по словам источников, близких к семье, врачи убили его там.